# ワシントン・シャーリー (第5代フェラーズ伯爵)
第5代フェラーズ伯爵ワシントン・シャーリー（英語: Washington Shirley, 5th Earl Ferrers, FRS、1722年5月26日 - 1778年10月1日）は、イギリスの貴族、海軍軍人、天文学者。

## 経歴

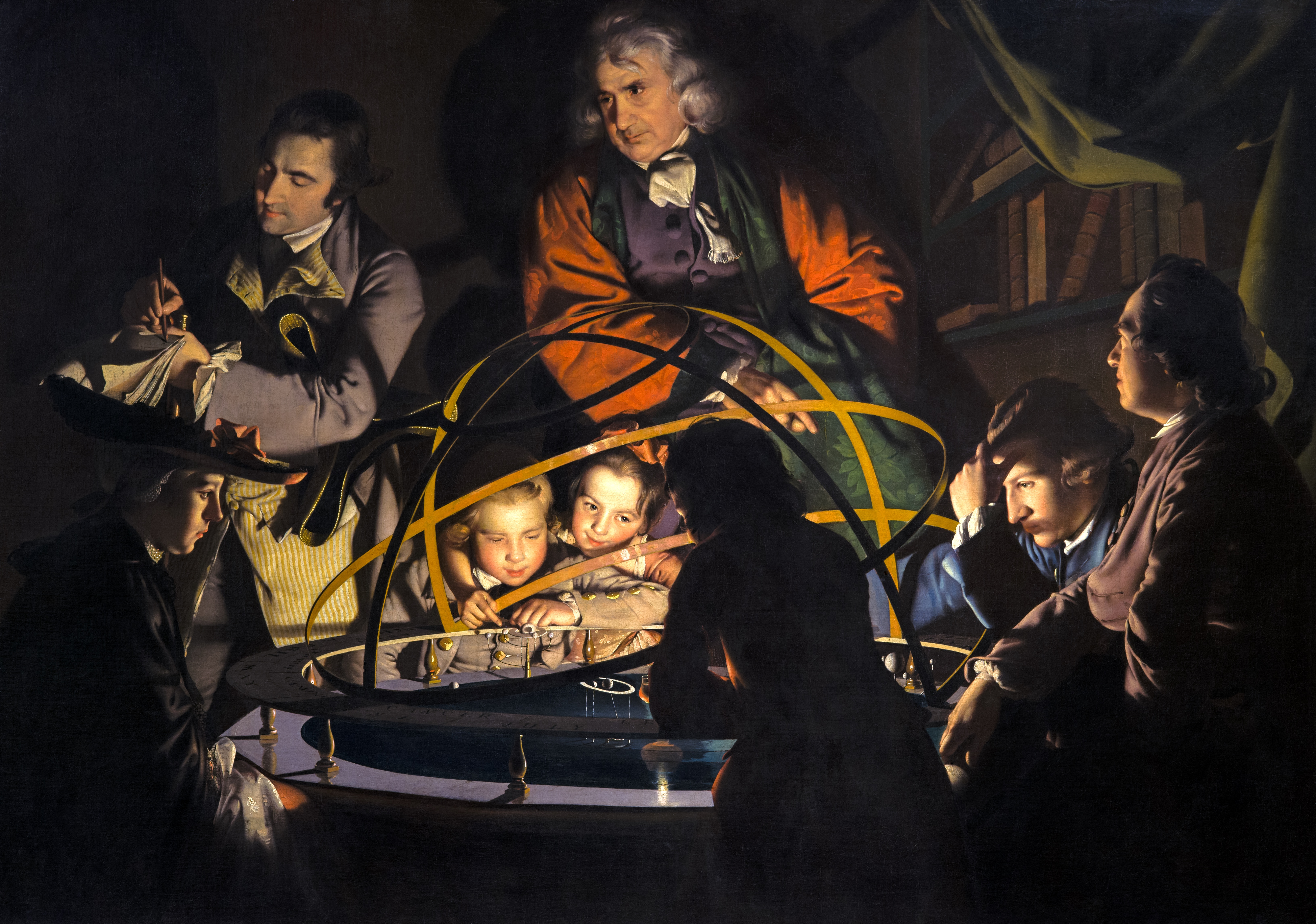
ジョゼフ・ライト画『太陽系儀の講義』

1722年5月26日、初代フェラーズ伯爵ロバート・シャーリーの五男ローレンス・シャーリーとその妻エリザベス(旧姓ワシントン)の間の次男として生まれる。兄に第4代フェラーズ伯爵位を継承するローレンス・シャーリーがあり、弟に第6代フェラーズ伯爵位を継承するロバート・シャーリーがいる。
1738年に王立海軍に入隊した。1746年に勅任艦長(Post Captain)、1775年に海軍中将(Rear Admiral)、1776年に海軍大将(Admiral)に昇進した。
1760年、兄ローレンスが執事を射殺する事件を起こした。裁判では弟ロバートとともに兄を擁護した。裁判を傍聴していた小説家ホレス・ウォルポールは、「家系的な精神錯乱」を主張して助命嘆願する兄弟をみて、「二人とも伯爵（兄）と同じくらい病的」と評した。
兄が処刑されると、第5代フェラーズ伯爵位を継承した。1762年から1764年までフリーメイソンのイングランド・首位グランドロッジのグランドマスターを務めた。
1763年、没収されていた一族の領地が返還され、ワシントンが正式に相続した（1771年に「1763年勅許状」を追認する議会制定法が可決）。この年、ワシントンは邸宅ストートン・ハロルド・ホールの改築に着手し、ホールの増築や庭園の建設などを精力的に行った。
アマチュアの天文学者としても活躍し、太陽系儀を所有していた。1761年には金星の通過の観察で王立協会フェローに選出された。ジョゼフ・ライト画の『太陽系儀の講義』を購入した。絵画の中で右側に子供とともに座っている人物がワシントンであるという。
1778年10月11日に自邸チャートリー・マナー・プレイス（Chartley Manor Place）で死去した。アン・エリオットと結婚していたが、子供はなかったため、爵位は弟のロバートが継承した。

## 栄典
- 1760年5月5日、第5代フェラーズ伯爵 (5th Earl Ferrers)
(1711年創設グレートブリテン貴族爵位)
- 1760年5月5日、スタッフォード州におけるタムワースの第5代タムワース子爵 (5th Viscount Tamworth, of Tamworth in the County of Stafford)
(1711年創設グレートブリテン貴族)
- 1760年5月5日、スタントン・ハロルドの第11代シャーリー準男爵 (11th Baronet Shirley, of Staunton Harold)
(1611年創設イングランド準男爵)